# Damien Bouquet
Damien Bouquet (Beaune, 19 giugno 1994) è un cestista francese.